# Christophe Edaleine
Christophe Edaleine (Annonay, 1 de noviembre de 1979) es un ciclista francés ya retirado que fue profesional entre 2001 y 2008.

## Palmarés
2000
- Tour de Saboya, más 1 etapa

2003
- 1 etapa del Tour del Porvenir

## Resultados en Grandes Vueltas
| Carrera | Carrera         | 2001 | 2002  | 2003  | 2004  | 2005 | 2006  | 2007 | 2008 |
| ------- | --------------- | ---- | ----- | ----- | ----- | ---- | ----- | ---- | ---- |
|         | Giro de Italia  | ―    | ―     | ―     | ―     | ―    | 127.º | ―    | ―    |
|         | Tour de Francia | ―    | 100.º | 131.º | 141.º | ―    | ―     | ―    | ―    |
|         | Vuelta a España | ―    | ―     | ―     | ―     | Ab.  | ―     | ―    | ―    |

―: no participa

Ab.: abandono